# Ampelisca pusilla
Ampelisca pusilla är en kräftdjursart som beskrevs av Georg Ossian Sars 1895. Ampelisca pusilla ingår i släktet Ampelisca och familjen Ampeliscidae. Arten är reproducerande i Sverige. Inga underarter finns listade i Catalogue of Life.